# Берег Отса
Бе́рег О́тса (англ. Oates Coast) — часть северного побережья Земли Виктории в Восточной Антарктиде, лежащая между 156° и 166° восточной долготы.
Протяжённость составляет около 600 км. Берег почти полностью покрыт льдом, лишь в восточной части имеются группы гор, свободные ото льда.
Берег Отса был открыт в феврале 1911 года английской экспедицией Роберт Скотта и назван в честь одного из её участников, капитана Лоуренса Отса, погибшего вместе со Скоттом при возвращении с Южного полюса. Берег был впервые заснят с воздуха в 1946—1947 годах экспедицией США. В 1958 году был обследован наземными группами советской антарктической экспедиции. С февраля 1971 года по март 1991 годна территории Берега Отса функционировала советская антарктическая станция Ленинградская (законсервирована в марте 1991 года).